# Музей Дхарма Виратама
Музей Дхарма Виратама (англ. Dharma Wiratama Museum, индон. Museum Pusat TNI AD Dharma Wiratama) — военный музей, сосредоточенный на истории индонезийской армии от её зарождения в 1945 году до переворота 30 сентября 1965 и индонезийских миротворческих миссий. Он расположен в бывшей штаб-квартире национальной армии в Джокьякарте.

## Музей
Дхарма Виратама музей официально известный как Дхарма Виайратам Центральный музей армии. Он расположен по адресу — улице Судирман, 75; на углу улиц Судирман и Чи Ди Теро, в Джокьякарте, Индонезия. В его коллекции содержится 4289 экспонатов. Многие имеют пояснительные подписи, хотя немногие из них поясняются на английском.

## История
Здание, в котором сейчас находится музей, было построено голландским колониальным правительством в 1904 году, в качестве официальной резиденции для должностного лица, отвечающего за управление плантациями по всей Центральной Яве. Во время японской оккупации с 1942 по 1945 год здание было занятой японскими войсками, которые использовали его в качестве казармы.
В связи поражением Японии во Второй Мировой Войне, Индонезия провозгласила свою независимость 17 августа 1945 года. Почти два месяца спустя, Урипу Сумохарджо, натренированный голландцами солдат, который ранее был офицером Королевской Голландской Ост-Индийской Армии, была поставлена задача создания новой национальной армии, базирующейся в Джокьякарта. Так как для своего командного пункта вначале он использовал номер в отеле Мердека (сейчас Инна Гаруда), позже султан Джокьякарта, Хаменгкубувоно IX, пожертвовал бывшими японскими казармами, чтобы организовать штаб армии там.
Первый командующий Вооружённых сил Индонезии, Судирман, был избран в здании 12 ноября 1945 года. Во время индонезийской революции (1945-49), здание было центром влияния для солдат всей новой нации. После окончания революции, вооружённые силы перенесли свои основные штаб-квартиры в столицу страны Джакарту. Здание было затем использовано в качестве основы для Корем 072 / ПМК, подразделение Kodam IV / Diponegoro.
Музей был открыт 30 августа 1982 года Генералом Пониманом, командиром Kodam IV / Diponegoro. Он используется в качестве отправного пункта для военных курсантов, которые должны повторить 100-километровый (62 миль) длинный маршрут, используемый Судирманом в его партизанской кампании, после чего они могут быть аттестованы.

## Выставка
Музей состоит из 20 комнат, каждая разной направленности. На входе посетителям даётся краткая историю музея и можно увидеть портреты бывших начальников штабов армии. По обе стороны от входа находятся комнаты, посвящённые Судирману (к востоку) и Урипу (на западе), первым руководителям индонезийской армии. К северу от входа находится «военная комната», которая содержит артефакты и приказы битв из восьми боёв, имевших место во время Индонезийской Революции. После «военной комнаты», посетители видят экспонаты различного вооружения, макет полевой кухни, использовавшийся во время войны за независимость, и коллекцию средств связи и медицинского оборудования. Следующие три комнаты посвящены революции.
Начиная с комнаты 11, экспонаты фокусируют внимание на истории армии после революции. Первая часть этой секции это комната знамён, которая отображает флаги различных подразделений Армии. Затем следует коллекция униформы, затем — комната медалей. Три комнаты после этого сосредоточены на различных военных операциях в 1950-х, в том числе репрессиях Дарул Ислама, борьбы против Коммунистической партии Индонезии, и несколько сепаратистских элементов. За этим следует другая комната с оборудованием, в том числе средствами связи и вооружения, затем одна реконструкция ранних годов Гарудского контингента, вклад Индонезии в миротворческих миссиях Организации Объединённых Наций.
Последние две комнаты посвящены 1960-х годам. Первая посвящена «героям революции» («hlawapan revolusi»), девяти офицерам Движения 30 сентября, которые были убиты в первые часы 1 октября 1965 года и позже сделаны Национальными Героями Индонезии. Последняя комната посвящена ликвидации Коммунистической партии Индонезии, которую армия обвиняет в перевороте 30 сентября. Эта коллекция включает в себя поношенную форму полковника Сарво Эдди, оружие и доктринальные материалы Коммунистической партии.
В передней части музея находятся статуи Судирмана и Урипа, упоминающиеся как «Dwitunggal». Музей также включает в себя зал для специальных мероприятий, подземный бункер и административные площади.